# Фрост, Джеймс Артур
Джеймс А. Фрост был историком, получившим степени бакалавра, магистра и доктора философии. степени Колумбийского университета Колумбийского университета . Он преподавал в Колледже Онеонта Нью-Йоркского университета и написал несколько книг и статей. Фрост был проректором колледжей искусств и наук в Университете штата Нью-Йорк и президентом системы университетов штата Коннектикут . Фонд системы университетов штата Коннектикут, названный в его честь, предлагает стипендию.

## Рекомендации
1. ↑  https://www.legacy.com/us/obituaries/hartfordcourant/name/james-frost-obituary?pid=185106173
2. ↑  https://www.legacy.com/us/obituaries/hartfordcourant/name/james-frost-obituary?id=14307349
3. ↑  Simsbury Obituary: James Frost, 98 (27 марта 2017). Дата обращения: 23 октября 2023. Архивировано 23 октября 2023 года.
4. ↑  The Country Club of Farmington, 1892-1995.
5. ↑  Frost, James Arthur. worldcat.org. Дата обращения: 15 января 2022. Архивировано 19 января 2022 года.
6. ↑  The Connecticut State Colleges and Universities Foundation Awards 10 Scholarships. ct.edu. Дата обращения: 18 января 2022. Архивировано 19 января 2022 года.
7. ↑  Journal of American History, Volume 38, Issue 2, September 1951, Pages 311–312. Дата обращения: 23 октября 2023. Архивировано 23 октября 2023 года.
8. ↑  Russ, William (1 сентября 1951). Life on the Upper Susquehanna, 1783–1860. By James Arthur Frost. (New York: King's Crown Press, Columbia University, 1951. ix + 172 pp. Maps, tables, bibliography, and index. $2.75.). Архивировано 19 января 2022. Дата обращения: 11 января 2022. {{cite journal}}: Cite journal требует |journal= (справка)
9. ↑  A History Of The United States The Evolution Of A Free People. abebooks.com. Дата обращения: 18 января 2022. Архивировано 19 января 2022 года.
10. ↑  Who Was Who In America with World Notables, Volume 20, 2009.
11. ↑  History of The Country Club of Farmington. Дата обращения: 23 октября 2023. Архивировано 23 октября 2023 года.